# Pleiotropie
Pleiotropie (von altgriechisch πλείων pleíōn, deutsch ‚mehr‘ und altgriechisch τροπή tropē, deutsch ‚Wende, Wechsel, Veränderung‘) oder Polyphänie (von altgriechisch πολυφανής polyphanēs, deutsch ‚vielfach erscheinend‘) bezeichnet in der Genetik die Ausprägung unterschiedlicher phänotypischer Merkmale, die durch ein einzelnes Gen hervorgerufen wird. Bedeutsam ist hierbei in Abgrenzung zur Syndromologie, dass unterschiedliche Mutationen in einem Gen unterschiedliche Merkmale hervorrufen können. Hierdurch ist es möglich, dass Mutationen in ein und demselben Gen unterschiedliche Erkrankungen hervorrufen, die wiederum über den Phänotyp definiert sind. Das Gegenstück zur Pleiotropie ist die Heterogenie, bei der derselbe Phänotyp durch Mutationen in unterschiedlichen Genen, jedoch in monogener Weise hervorgerufen wird.
Als antagonistische Pleiotropie spielt die Pleiotropie eine zentrale Rolle beim heutigen Verständnis des Alterungsprozesses. Auch bei vielen erblichen Krankheiten spielen pleiotrope Effekte von defekten Genen eine Rolle. Pleiotrope Effekte der HMG-CoA-Reduktase-Hemmer (Lipidsenker) betreffen neben der Cholesterinspiegelsenkung beispielsweise die Endothelfunktion, die Entzündungsreaktion und die Blutgerinnung.
Polyphänie kann ein Problem bei der Erzeugung gentechnisch veränderter Organismen darstellen, denn ein Fremdgen kann unter Umständen zu dem gewünschten Merkmal noch weitere Effekte im Empfängerorganismus hervorrufen. Besonders Genmanipulation an höheren Organismen, deren Genome sehr komplex organisiert sind, kann unvorhersehbare Polyphänie-Effekte zur Folge haben.